# Торе Карачоло (Напуљ)
Торе Карачоло (итал. Torre Caracciolo) је насеље у Италији у округу Напуљ, региону Кампанија.
Према процени из 2011. у насељу је живело 3570 становника. Насеље се налази на надморској висини од 340 м.